# Star (serial telewizyjny)
Star – amerykański serial telewizyjny (dramat muzyczny) wyprodukowany przez The Beekeeper's Apprentice, Lee Daniels Entertainment oraz 20th Century Fox Television, którego twórcami są Lee Daniels i Tom Donaghy. Premierowy odcinek został wyemitowany 14 grudnia 2016 roku przez FOX.
11 maja 2019 roku, stacja FOX ogłosiła zakończenie produkcji serialu po trzech sezonach.

## Fabuła
Serial opowiada o trzech kobietach, które postanawiają założyć zespół muzyczny, aby spełnić swoje marzenia.

## Obsada

### Główna
- Jude Demorest jako Star Davis[3]
- Ryan Destiny jako Alexandra "Alex" Crane[3]
- Brittany O'Grady jako Simone  Davis[3]
- Queen Latifah jako Carlotta Brown
- Benjamin Bratt jako Jahil Rivera
- Amiyah Scott jako Cotton Brown
- Quincy Brown jako Derek Jones
- Miss Lawrence jako Miss Bruce
- Luke James jako Noah Brooks
- Michael Michele jako Ayanna Floyd[4]

### Role drugoplanowe
- Naomi Campbell jako Rose Spencer[5]
- Tyrese Gibson jako Bobby Harris[6]
- Lenny Kravitz jako Roland Crane
- Darius McCrary jako Otis Leecan (sezon 1)[7]
- Chad James Buchanan jako Hunter Morgan (sezon 1)[8]
- Nealla Gordon jako Arlene Morgan
- Jasmine Burke jako Danielle Jackson (sezon 1)
- Sharlene Taulé jako Eva (sezon 1)[7]
- Joseline Hernandez jako Michelle
- Caroline Vreeland jako Mary Davis[7]
- Jack J. Yang jako Elliot
- Paris Jackson jako  Rachel Wells[7]

### Gościnne występy
- Missy Elliott jako Pumpkin[9]
- Big Boi
- Tiny
- Gladys Knight[10]
- Porsha Williams
- Kelly Price
- Mike Epps[11]
- Jussie Smollett jako Jamal Lyon

## Odcinki
| Sezon | Sezon | Odcinki | Oryginalna emisja | Oryginalna emisja | Oryginalna emisja | Oryginalna emisja | Oryginalna emisja |
| Sezon | Sezon | Odcinki | Premiera sezonu   | Finał sezonu      | Premiera sezonu   | Finał sezonu      |                   |
| ----- | ----- | ------- | ----------------- | ----------------- | ----------------- | ----------------- | ----------------- |
|       | 1     | 12      | 14 grudnia 2016   | 15 marca 2017     | —                 | —                 |                   |
|       | 2     | 18      | 27 września 2017  | 23 maja 2018      | —                 | —                 |                   |
|       | 3     | 18      | 26 września 2018  | 8 maja 2019       | —                 | —                 |                   |

## Produkcja
- 6 sierpnia 2015 stacja FOX zamówiła pilotowy odcinek dramatu muzycznego "Star" od twórcy Imperium, Lee Danielsa[15].
- 7 grudnia 2015 ogłoszono, że główne role w serialu zagrają Jude Demorest, Ryan Destiny oraz Brittany O'Grady[3].
- 28 kwietnia 2016 stacja zamówiła FOX pierwszy sezon, którego premiera jest zaplanowana na midseason[16][17].
- 30 września 2016 roku modelka, Naomi Campbell dołączyła do serialu w roli powracającej[5].
- 7 października 2016 ogłoszono, że Tyrese Gibson dołączył do dramatu[6].
- 4 listopada 2016 roku poinformowano, że w rolę Huntera Morgana wcieli się Chad James Buchanan[8]
- Na początku lutego 2017 roku ogłoszono, że w serialu wystąpi Paris Jackson[7]
- 22 lutego 2017 roku stacja FOX ogłosiła przedłużenie serialu o drugi sezon[18].
- W sierpniu 2017 roku poinformowano, że do obsady dołączyła Michael Michele[4]
- 11 maja 2018 roku stacja FOX ogłosiła zamówienie trzeciego sezonu[19].
- W maju 2019 roku FOX zrezygnował z produkcji kolejnego sezonu[20].